# Plexaura nina
Plexaura nina är en korallart som beskrevs av Bayer och Elisabeth Deichmann 1958. Plexaura nina ingår i släktet Plexaura och familjen Plexauridae. Inga underarter finns listade i Catalogue of Life.